# HAMEG
La HAMEG Instruments GmbH è un'azienda tedesca di progettazione e costruzione di strumenti da laboratorio elettronico. Fa parte del gruppo Rohde & Schwarz.

## Storia
Venne fondata nel 1957 da Karl Hartmann a Francoforte sul Meno con il nome Hameg GmbH. Più tardi divenne Hartmann-Messgeräte. Il primo prodotto fu un oscilloscopio da 5 MHz a un canale. Nel 2005 l'azienda è stata ceduta alla Rohde & Schwarz. Da allora la denominazione sociale è diventata Hameg Instruments GmbH.
Negli anni la Hameg crea un sito produttivo presso Chemnitz, in cui vengono costruiti e progettati gli Oscilloscopi, e a Münchenbernsdorf per i Circuiti stampati). Nel 2010 la Hameg chiude gli stabilimenti di Mainhausen e Münchenbernsdorf e la produzione spostata alla Rohde & Schwarz Vimperk nella Repubblica Ceca.
Dal 2012 i prodotti Hameg sono commercializzati dalla rete Rohde & Schwarz, cambiando così anche il logo dei prodotti.

## Prodotti

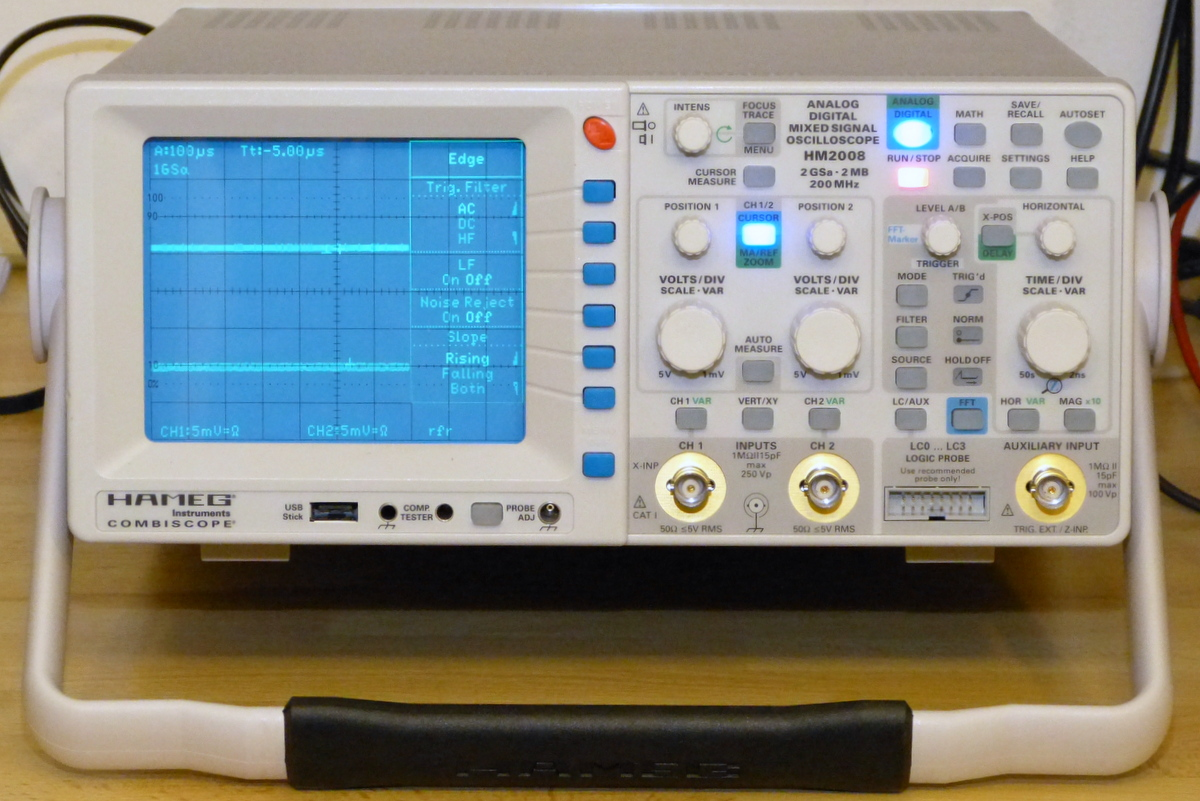
200 MHz Mixed Signal CombiScope HM2008

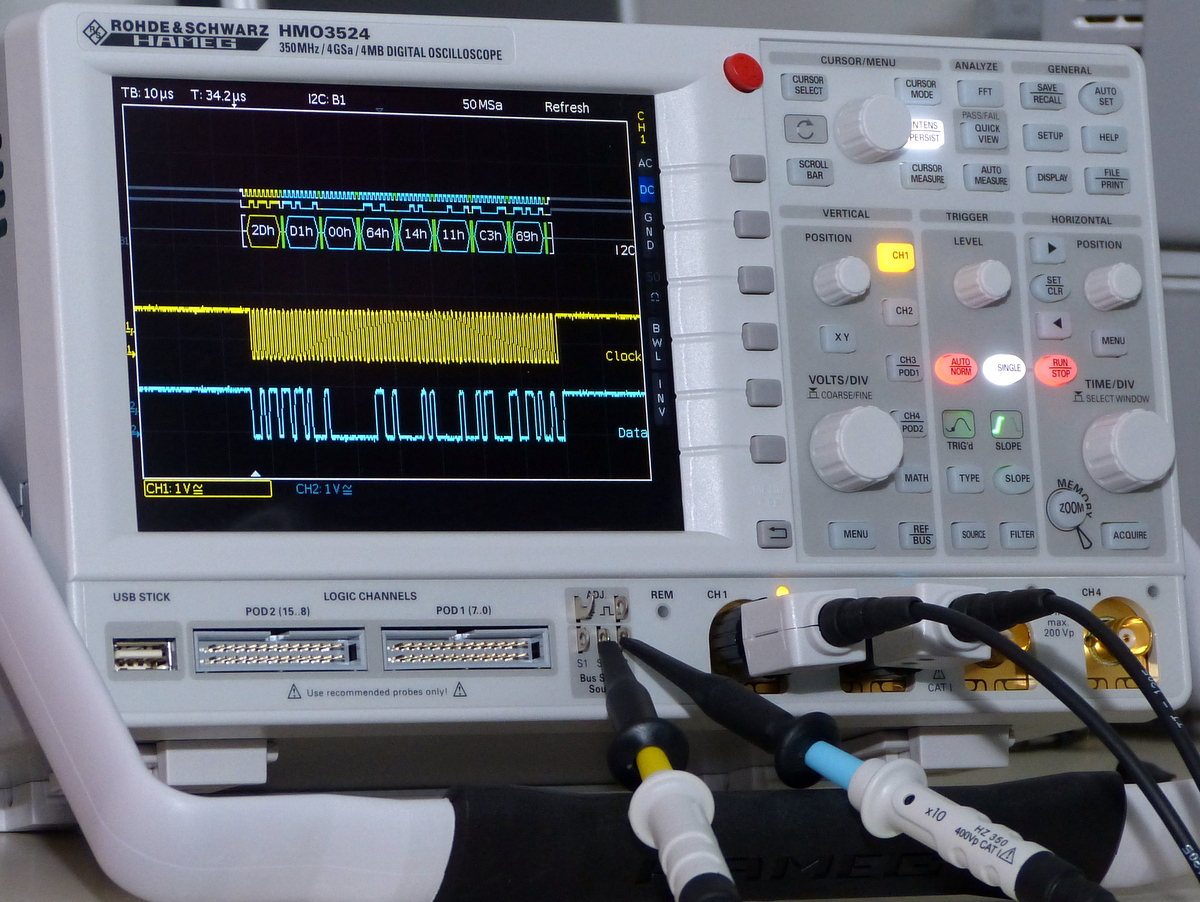
350 MHz Mixed Signal Oscilloscopio HMO3524

Tra i prodotti Hameg troviamo: Oscilloscopi analogici e digitali, oscilloscopi Mixed Signal (MSO), Analizzatori di spettro, Generatori di funzione, generatori HF, apparecchi per analisi di rete, e apparecchi per laboratorio elettronico in genere, per aziende, università e scuole.
Nel 2004 viene progettata una nuova serie di oscilloscopi: la CombiScopes, dotati principalmente di un'architettura contemporaneamente analogica e digitale: "DSOs [...] grundsätzlich Analog-Oszilloskope nicht ersetzen".
Nel 2008 l'Hameg, presenta, alla electronica-Messe di Monaco ha un oscilloscopio dotato di monitor TFT.